# William Wilson (nuoto)
William Wilson (Londra, 13 novembre 1844 – Glasgow, 1º giugno 1912) è stato un giornalista, allenatore di pallanuoto e istruttore di nuoto britannico. Contribuì anche allo sviluppo delle tecniche scientifiche alla base del nuoto agonistico.
Nel 1883, Wilson pubblicò L'istruttore di nuoto (The Swimming Instructor), uno dei primi libri sul nuoto che trattava in modo moderno concetti di efficienza (come la svolta di fine vasca), allenamento e sicurezza in acqua.

## Contributi al nuoto
- Descrisse e illustrò i metodi di partenza e svolta
- Migliorò l'efficienza di diversi stili
- Sviluppò un allenamento salutare
- Fu il pioniere di diversi allenamenti, sia in acqua che a terra
- Fu il primo giornalista sportivo per il nuoto
- Rinnovò lo stile delle piscine al chiuso

## Pallanuoto
Nel 1877, Wilson stilò una serie di regole per un gioco di palla acquatico a squadre, che chiamò "calcio acquatico" (aquatic football). Il primo incontro ebbe luogo tra le rive del fiume Dee durante il Bon Accord Festival ad Aberdeen, in Scozia. Le bandierine erano poste sulla spiaggia ad una distanza di due metri e mezzo o di tre metri ed i giocatori usavano un pallone morbido di gomma indiana, chiamato pulu. La partita si trasformò in un incontro di lotta da un capo all'altro del campo di gioco, ma ebbe successo tra gli spettatori degli sport acquatici dell'epoca.
Nel 1885 l'Associazione Nuoto della Gran Bretagna (Swimming Association of Great Britain) riconobbe il gioco, ora chiamato pallanuoto (waterpolo) e, ampliando il regolamento di Wilson, formulò una nuova serie di regole che divennero, infine, la base delle regole internazionali della FINA, quando lo sport si diffuse in Europa, America ed Australia.

## Salvataggio di vite
Nel 1891, Wilson pubblicò numerosi articoli su giornali illustrati riguardanti le esercitazioni per il salvataggio di vite in acqua, e assegnò premi a circoli di nuoto locali per la loro perizia nelle tecniche di salvataggio. I metodi di Wilson circolarono sotto forma di un manuale e, in riconoscimento del suo contributo, fu eletto primo Governatore a vita della Reale Società di Salvataggio (Royal Lifesaving Society).